# Ricardus M. Haber
Ricardus M. Haber  ( 1944 ) es un botánico libanés, desarrollando su actividad académica en el Departamento de Botánica, Facultad de la Universidad Americana, Beirut, Líbano.

## Algunas publicaciones
- ricardus m. Haber, myrna Semaan-Haber. 2009. Orchids of Lebanon. Eds. autores, 208 pp. ISBN 2913330959, ISBN 9782913330955

- ---------------------------. 1996. Le Comité pour la protection de l'environnememt. Colaboró Myrna Haber-Semaan. Ed. Imprimerie St-Paul, 1996

- ---------------------------, myrna Semaan-Haber. 1994. Lebanon, Land of the Four Seasons. Eds. autores, 192 pp.

- La abreviatura «R.M.Haber» se emplea para indicar a Ricardus M. Haber como autoridad en la descripción y clasificación científica de los vegetales.[3]